# 스데파노

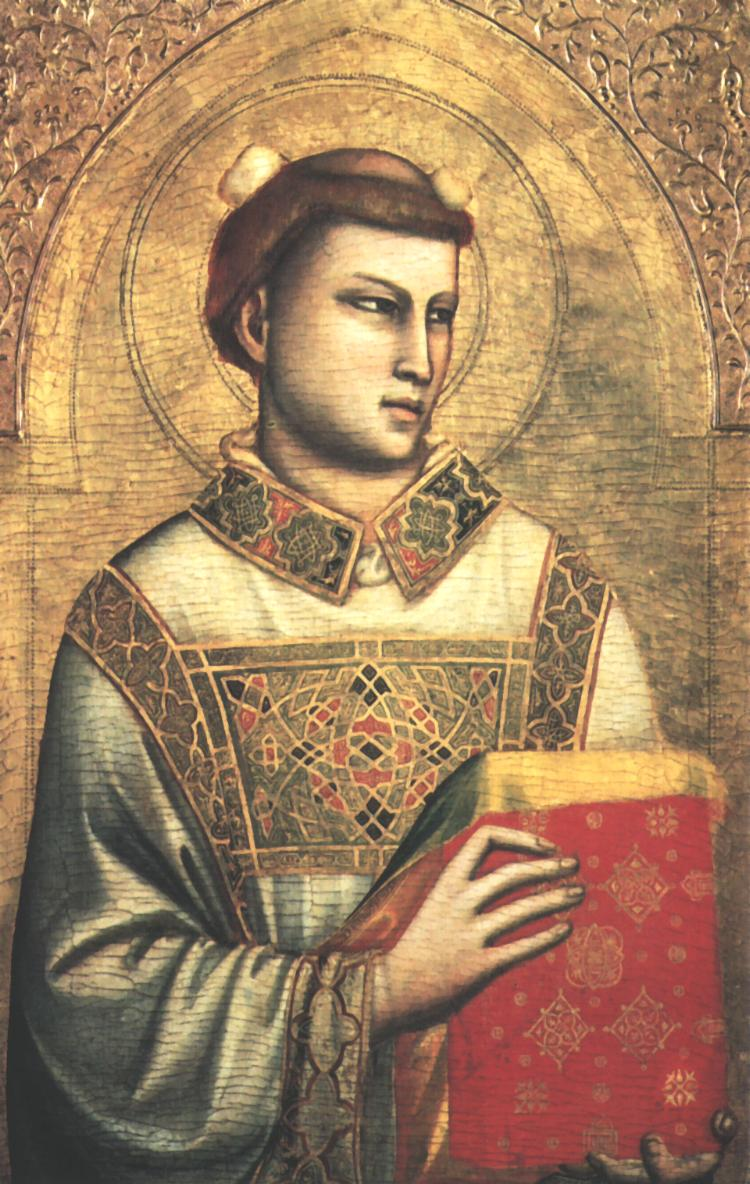
성 스데파노

스데파노(공동번역), 스테파노(가톨릭), 스데반(개신교)(그리스어: Πρωτομάρτυρας Στέφανος, 영어: Saint Stephen, 5년 ~ 34년)은 기독교 역사상 최초 7명 부제(집사)이자 순교자다. 기독교 성인으로 로마 가톨릭에서 12월 26일, 동방 정교회에서 12월 27일, 성공회에서 12월 26일에 그의 순교를 기억한다. 스데파노라는 이름은 그리스어로 ‘왕관(면류관)’이란 뜻이 있다. 미술작품에서 그는 흔히 달마니카와 중백의, 대각선으로 한 개 영대를 두른 부제복 차림으로 묘사한다.

## 행적

### 내분을 겪던 초대교회
사도행전에 따르면 스데파노는 첫 번째 교회인 예루살렘교회에서 선출한 일곱 부제(Diakonos) 중 한 사람이었다. 로마가톨릭교회는 예수님의 12제자 이외에 처음으로 선출된 일곱 부제가 가톨릭 사제로 인정하고 있으며, 로마가톨릭 초대교황은 베드로 사도로 추정하고 있다. 부제들은 사도들의 목회를 도와서 최초의 그리스도인들, 특히 과부들에게 매일 음식을 나누어주는 사회선교를 맡았다. 사도들은 고아와 더불어 이스라엘 사회에서 가난한 사람들로 이해하는 과부들에게 매일 음식을 나누어주는 일을 했는데, 헬라파 기독교인과부들이 그러니까 해외에서 살다가 고향에 정착한 과부들이 음식을 받지 못하는 일이 생기자 당연히 불만이 터져나왔다. 흔히 초대교회 또는 처음교회라고 하면 이상적인 교회를 생각하지만, 실제로는 지역감정과 분열이 있던 지극히 인간적인 교회였다.

### 사도들의 지혜
사도들은 성령과 믿음이 모두 가득한 일곱 사람을 부제로 선발하여 사회봉사를 공정하게 하도록 하였다. 복음주의 성서학자들 중에서 어떤 이들은 스데파노 부제를 비롯한 일곱 부제들이 한 일을 재정지출로 보기도 한다. 한글성서에서 식량배급, 공궤(恭饋, 공손하게 식사를 대접하다)로 번역한 Diakonein Trapezais는 식량배급이라는 뜻도 있지만 재정지출을 뜻하기도 하고, 부제들이 모두 교회에서 인정받을 만큼 인격과 믿음이 훌륭한 사람들이었기 때문에 음식대접이 아니라, 교우들의 자발적인 기부로 마련한 교회재정을 가난한 과부들에게 생활비로 나누어주는 일을 했을 것으로 보는 것이다. 이러한 해석을 따른다면 교회에서 생활비 지원대상자를 정할 때마다 헬라파 기독교인 과부들이 소외되었기 때문에 헬라파 교우들에게 불만이 터져나왔다고 볼 수 있을 것이다. 하지만 식량배급이든, 식량비 지원이든 사회선교에서 이스라엘에서 나고 자란 히브리파 기독교인들이 자주 혜택을 보고, 헬라파 기독교인들은 소외되는 지역감정이 있었다는 것은 초대교회가 흔히 생각하는 것과는 달리 교회의 분열을 일으킬 수 있는 심각한 문제를 겪기도 한 지극히 인간적인 교회임을 말해준다.

### 청년성직자
스데파노는 믿음과 성령이 가득한 청년이었으며 은혜와 권능이 가득하여 사람들 사이에서 많은 기적을 일으켰다. 초대교회에서는 히브리파 기독교인들인 사도들이 그리스어를 사용하는 헬라파 기독교인들 중에서 일곱 부제들을 선발했으므로 스데파노는 아마 그리스에서 태어난 유대인이었을 것으로 추정된다. 스데파노는 성서에 대해서 매우 해박한 지식을 갖고 있었으며 그러한 지식을 바탕으로 유대교에서 오랫동안 논쟁을 벌일 수 있었다.

### 순교
자유인의 회당의 소속된 키레네와 알렉산드리아 사람들과 길리기아와 아시아에서 온 사람들인 스데파노와 논쟁을 벌였다. 그들은 지혜와 성령을 받아 말하는 스데파노를 당해낼 도리가 없었고, 그래서 그들은 사람들을 매수하여 "우리는 스데파노가 모세와 하느님을 모독하는 것을 들었습니다." 하고 말하게 하였다. 또한 백성과 원로들과 율법학자들을 선동함으로써 그들이 스데파노에게 몰려가 그를 잡아 의회로 끌어오게 하였다. 그는 구약성서를 바탕으로 유대인들이 성령을 거부하고 예수 그리스도가 메시아라는 사실을 인정하지 않는다면서 유대교를 비판했으며, 사람들은 그의 얼굴에서 천사의 얼굴을 보았다고 한다. 스데파노 부제의 유대교에 대한 공격에 분노한 랍비들은 그를 성 밖으로 끌어내 돌로 치게 했다. 한꺼번에 여기저기서 날아오는 돌에 맞아 순교할 때 스데파노는 하늘의 문이 열리면서 하느님의 영광이 보이노라고 말하고 12사도 외에 첫 순교자가 되었다.
- 초대교회의 첫 순교자 스데파노 (사도행전 6:10-15, 7:51-60, 공동번역성서) -
- 순교의 서막

그러나 그들은 지혜와 성령을 받아 말하는 스데파노를 당해낼 도리가 없었다.
그래서 그들은 사람들을 매수하여 "우리는 스데파노가 모세와 하느님을 모독하는 것을 들었습니다." 하고 말하게 하였다.
그리고 백성과 원로들과 율법학자들을 선동하여 스데파노에게 몰려가서 그를 잡아 의회로 끌어오게 하였다.
또한 거짓 증인들을 내세워 "이 사람은 언제나 이 거룩한 곳과 율법을 거슬러 말하고 있습니다.
우리는 늘 이 사람에게서 나자렛 예수가 이 성전을 헐고 또 모세가 전해준 관습을 뜯어 고칠 것이라고 하는 말을 들었습니다." 하고 말하게 하였다.
그러자 의회에 앉았던 사람들의 시선은 모두 스데파노에게 쏠렸다. 그의 얼굴은 마치 천사와 같이 보였다.
- 스데파노의 순교 장면

"이교도의 마음과 귀를 가진 이 완고한 사람들이여, 당신들은 당신네 조상들처럼 언제나 성령을 거역하고 있습니다.
당신들의 조상들이 박해하지 않은 예언자가 한 사람이나 있었습니까? 그들은 의로운 분이 오시리라고 예언한 사람들을 죽였지만 이제 당신들은 바로 그분을 배반하고 죽였습니다.
당신들은 천사들에게서 하느님의 율법을 받고도 그 규례를 지키지 않았습니다."
의회원들은 스데파노의 말을 듣고 화가 치밀어올라 이를 갈았다.
이때 스데파노가 성령이 충만하여 하늘을 우러러보니 하느님의 영광과 하느님 오른편에 서 계신 예수님이 보였다.
그래서 그는 "아, 하늘이 열려 있고 하느님 오른편에 사람의 아들이 서 계신 것이 보입니다." 하고 외쳤다.
그러자 사람들은 크게 소리를 지르며 귀를 막았다. 그리고 스데파노에게 한꺼번에 달려들어
성 밖으로 끌어내고는 돌로 치기 시작하였다. 그 거짓 증인들은 겉옷을 벗어 사울이라는 젊은이에게 맡겼다.
사람들이 돌로 칠 때에 스데파노는 "주 예수님, 제 영혼을 받아주십시오." 하고 부르짖었다.
그리고 무릎을 꿇고 큰소리로 "주님, 이 죄를 저 사람들에게 지우지 말아주십시오." 하고 외쳤다. 스데파노는 이 말을 남기고 눈을 감았다.

## 같이 보기
- 사도 바울로
- 베드로